# ボディ・アンド・ソウル (1930年の曲)
「ボディ・アンド・ソウル」（Body and Soul）は、1930年に発表されたジャズ・スタンダード。作曲はジョニー・グリーン、作詞は、エドワード・ヘイマン、ロバート・サワー、フランク・エイトン。邦題は「身も心も」。

## 来歴
イギリスのガートルード・ローレンスのためにニューヨークで曲が書かれ、ローレンスがロンドンで初めて披露した。
アメリカでは、リビー・ホルマンが『スリーズ・ア・クラウド』で初演した。アメリカでこの曲を普及させたのはポール・ホワイトマンとジャック・フルトンで、すぐに評判となり、11の楽団が発表した1930年末までに収録を行い、ルイ・アームストロングも収録を行っている。以降様々なミュージャンが収録を行っており、詞も複数書かれている。

## 収録を行った主なアーティスト
- コールマン・ホーキンス
- ルイ・アームストロング
- フランク・シナトラ
- ビリー・ホリデイ
- スタン・ゲッツ
- ベニー・グッドマン
- オスカー・ピーターソン
- グレン・ミラー
- エロル・ガーナー
- エラ・フィッツジェラルド
- ジュリー・ロンドン
- デクスター・ゴードン
- ジョン・コルトレーン
- アート・テイタム
- サラ・ヴォーン
- トニー・ベネット＆エイミー・ワインハウス